# Luigi Gordigiani
Luigi Gordigiani, né le 21 juin 1800 à Modène et mort le 1er mai 1860 à Florence, est un compositeur italien du XIXe siècle.
Gordigiani doit sa renommée à ses « canzonette » et à ses « canti popolari », écrites pour la plupart soit sur de vieux chants populaires, soit sur des paroles écrites par lui-même. C'est ce qui lui a valu le surnom de Schubert de l'Italie, et les éloges de tant de musiciens, entre autres de Rossini, de Meyerbeer et d'Adolphe Adam, qui le tenaient en très-grande estime.
« J'étais très heureux d'avoir fait la connaissance personnelle de Gordigiani à Londres et d'entendre de nombreuses compositions délicieuses d'un talent si frais, délicat et distinct, etc. »
— Meyerbeer
Ses tentatives infructueuses pour obtenir une carrière de compositeur d'opéra, ainsi que des difficultés financières, ont conduit Gordigiani à composer des œuvres plus intimes, surtout ses huit collections de « Canti Popolari toscani » pour voix et piano. Ces pièces ont conduit Gordigiani aux salons et salles de concert d'Europe, où il s'installe parmi les figures les plus élitistes de son temps. Le cercle de ses amis appartenait à l'élite de Londres et de Florence, y compris la reine Victoria, Joseph Poniatowski, et Nicolas et Anatole Demidoff. Sa réputation en tant que compositeur de chansons parmi ces personnalités et le public lui a valu l'attention de plus de cinquante éditeurs à travers l'Europe, y compris en France, en Allemagne, en Russie, en Pologne, en Angleterre et en Belgique. Son don pour la mélodie, son riche vocabulaire harmonique et ses techniques musico-poétiques astucieuses le distinguent de ses contemporains, lui valant le surnom de « Lo Schuberto italiano ».
Le nombre de ses compositions s'élève à près de trois cents, et elles ont été traduites dans toutes les langues.

## Biographie
Luigi Gordigiani montre de bonne heure un gout prononcé pour la musique. Enfant, son père, le baryton Antonio Gordigiani le fait chanter, sur les théâtres auxquels il appartient, des cantates qui lui valent beaucoup de succès. Le jeune Luigi voyage continuellement avec sa famille, étudie successivement le piano à Brescia avec Gava, à Rome avec Giuseppe Sirletti, à Pise avec Nicola Benvenuti, puis il travaille l'accompagnement avec Pietro Romani, et la composition avec Disma Ugolini. A peine âgé de treize ans, il écrit une cantate, Il ratto d’Etruria, qu'il dédie à l'empereur d'Autriche. Trois ans plus tard, il en écrit une seconde, Comala, à quatre voix, chœur et orchestre, puis une troisième, Aci e Galatea.
Il perd son père en 1820 ; Luigi doit songer à gagner sa vie; il se met à composer de nombreuses pièces de piano, mais inconnu, il ne trouve aucun éditeur pour les publier; il en rencontre un qui consent à s'en charger, à la condition que le nom de l'auteur soit remplacé par des noms allemands de fantaisie. C'est ainsi que les premiers morceaux de Gordigiani obtiennent un grand succès sous les pseudonymes de Zeuner et de Von Fürstenberger. C'est alors qu'il fait la connaissance du comte Nicolas Demidoff, qui devient son protecteur, et qui facilite ses premiers pas. Gordigiani écrit bientôt un opéra bouffe, Le Rendez-vous, qui est bien accueilli au Teatro Cocomero. Encouragé par cet essai, il produit deux autres partitions, Velleda et Rosmun qui ne voient le jour. En 1828, le comte Demidov meurt ; Gordigiani est forcé de consacrer une partie de son temps pour donner des cours de musique privée. Il continue toutefois de recevoir une pension de Prince Anatole Demidoff, un des successeur du comte Demidov.
Le 18 novembre 1836, il donne à la Pergola, de Florence, un Faust qui n'a pas de succès et en 1840 il fait représenter dans un théâtre particulier de cette ville, le théâtre Standish, un opéra intitulé Filippo, dont le prince Joseph Poniatowski lui a fourni le livret, et dont les principaux rôles sont chantés par le prince lui-même, par le prince Charles et la princesse Poniatowska. En 1841 et 1843 il donne au théâtre Léopold à Florence, Gli Aragonesi in Napoli  et I ciarlatani, en 1840 il fait exécuter dans l'église de San Giovannino un oratorio, Ester, et simultanément écrit un ballet, Oudina, qui lui a été demandé pour le théâtre de Saint-Pétersbourg, et une cantate restée inédite, la Cordlglaniana. Enfin, en 1847, il fait jouer au Teatro Cocomero una Vendetta corsa, en 1849, il produit avec un grand succès L'Avventuriero à Livourne, et il écrit deux autres opéras l'Aissedlo di Firenze et Carmela, qui n'ont jamais été représentés.
Il passe quelque temps à Paris entre 1851 et 1853, notamment pour un concert avec Giuseppe Patania, le peintre italien, qui est aussi un ténor « de distinction » et chante une de ses mélodies, au Théâtre italien de Paris, pendant le carême 1851. Pendant un concert au Théâtre du Gymnase, en 1853, O Sanctissima Vergine Maria reçoit un tel succès que le public demande plusieurs interprétations de la pièce, et le pianiste milanais Adolfo Fumagalli interprète sa propre transcription.
Dès 1852, Gordigiani a connu un succès similaire en Angleterre avec une série de concerts. Il est très estimé par la reine Victoria, pour qui il donne un concert à la cour avec la célèbre soprano allemande Sophie Cruvelli. Familière avec les œuvres du compositeur, la reine a demandé la chanson Speranza del mio cor. Le 20 juillet 1853, Gordigiani donne un autre concert à Londres, à la Dudley Gallery de l'Egyptian Hall avec la soprano Clara Novello, Italo Gardoni et Salvatore Marchesi (it). Un autre concert a lieu au début d'août 1855, au New Beethoven Room, à Londres, avec Wilhelmy, Charlotte Sainton-Dolby, Giovanni Battista-Belletti, Bettini et Ciabatta, et les instrumentistes Charles Hallé (pianoforte) et Guillaume Paque (violoncelle).
Gordigiani revient à Florence en août 1855, à la suite d'une tournée de concerts à Paris et Londres. Il se met au travail sur plusieurs albums de chansons, dont Semper insieme (1856), Il sasso di Dante (1857) et Le farfalle di Firenze (1859). Malheureusement, en 1858, le compositeur a commencé à montrer des signes d'une maladie intestinale, le début d'une maladie longue et douloureuse. Gordigiani décède à l'âge de cinquante-trois ans le 1er mai 1860.

## Famille
En 1828, avec vraisemblablement l'aide financière, du comte Demidoff, Luigi se marie avec Anna Giuliani (1813-1840?), fille du célèbre guitariste virtuose Mauro Giuliani, et ils eurent six enfants : Paolo Giuseppe, Lorenzo, Michele Gordigiani, Sofia Luisa, Leontina Niccolina, et Ida.
Sofia avait de bonne disposition pour la musique et a composé une gracieuse polka-mazurka pour le piano, Fiocchi di neve, qui a été publié par Guidi. Luigi Gordigiani a souffert de la perte de sa fille Sofia en 1855. Sa mort a causé une grande angoisse pour le compositeur, non seulement parce qu’elle était douée musicalement mais elle ne pouvait pas avoir plus de vingt-deux ans au moment de sa mort.
Leontina a écrit plusieurs textes pour les chansons de son père, dont Fossi poeta et La rondine e il fiore, et composé la pièce L'arno, une polka pour piano.

## Distinctions et hommage
- Chevalier de l'Ordre du Christ (Portugal), 1855[2].
- Croix de mérite de la Duchesse de Parme, 1858[2].

L'Académie de l'Institut royal de musique de Florence a fait poser une plaque sur la maison, via Borgo Ognissanti, où est mort Luigi Gordigiani, portant cette inscription : 
« Dans cette maison, 
le 1er mai 1860, 
mourait Luigi Gordigiani, 
qui, s'inspirant aux chants populaires de la Toscane, 
fut l'auteur d'un genre de musique vocale de chambre 
essentiellement italien. »